# Ligonde

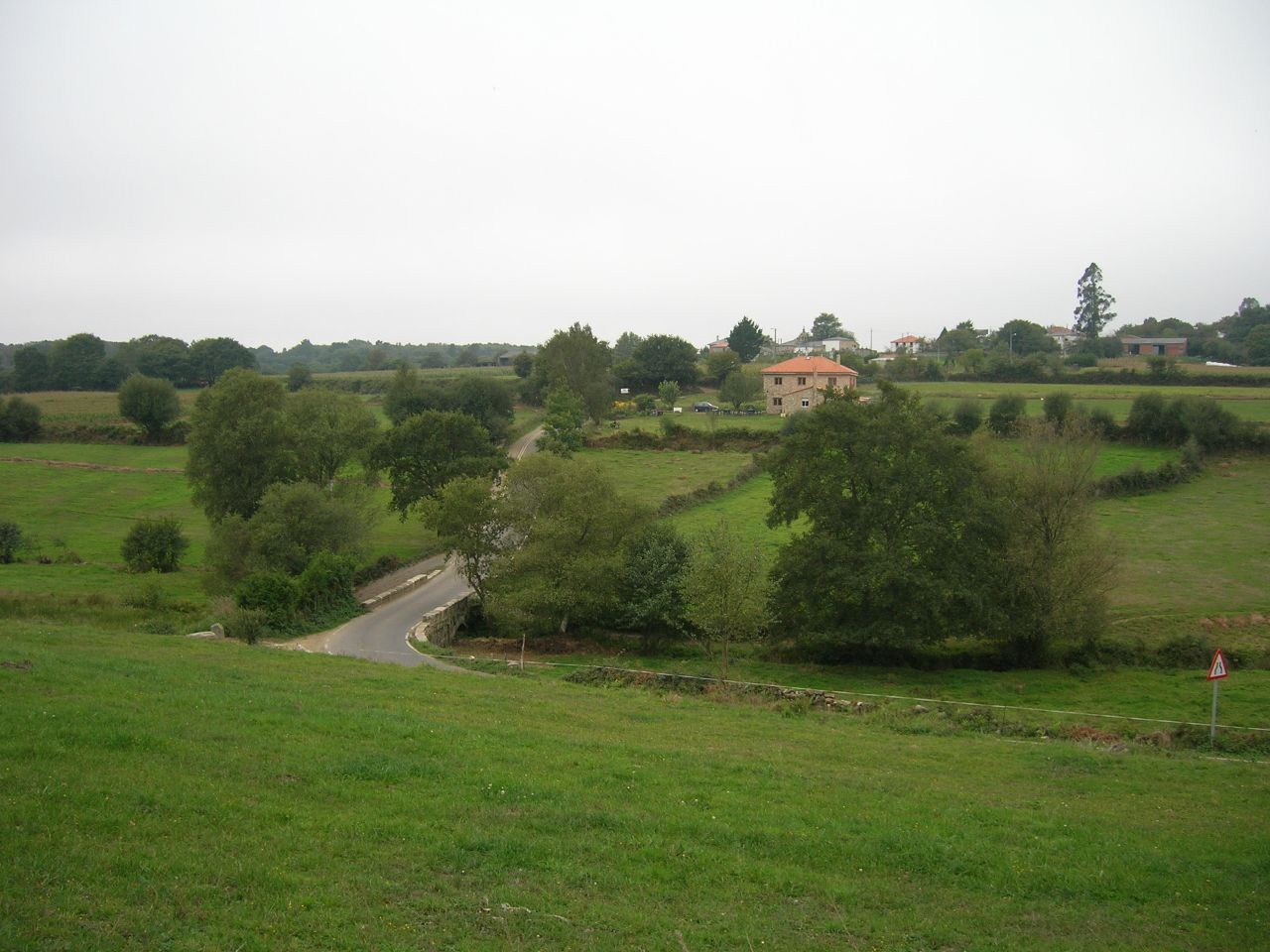
Ligonde (2005)

Ligonde ist ein Ort am Rande des Jakobsweges. Er liegt in der Provinz Lugo der Autonomen Gemeinschaft Galicien in Spanien, administrativ ist er eine Parroquia der Gemeinde Monterroso.
Aufgrund von Straßenverzeichnissen (Itinerare) und Pilgerführern kann man die Geschichte des Ortes bis ins 10. Jahrhundert zurückverfolgen. Bis 1753 ist auch ein Pilgerhospiz belegt.

## Sehenswertes
- Pilgerfriedhof (Cementerio de peregrinos).
- Flurkreuz (Cruceiro de Ligonde), wird auf 1670 datiert und zeigt eine Pietà auf der einen und Christus am Kreuz mit einem Totenkopf zu Füßen auf der anderen Seite. Der Cruceiro ist einer der bekanntesten am Camino Francés.